# Film epic
Filmul epic este un gen de film care prezintă drama umană la o scară mare. Filmele epice sunt mult mai ambițioase decât altele, ceea ce le face să se diferențieze de alte genuri cum ar fi filmul de aventură. De obicei se caracterizează prin costuri mari de producție, o coloană sonoră grandioasă (de obicei compusă de un compozitor de muzică de film celebru), echipă tehnică experimentată și o distribuție formată numai din vedete de cinema, de obicei fiind plasate printre cele mai scumpe filme din istorie. 

## Caracteristicile genului
De obicei filmul epic se desfășoară în timp de război sau în timpul unei alte crize sociale, acțiunea se întinde pe o durată lungă de timp, atât din punctul de vedere al evenimentelor înfățișate cât și al duratei filmului. De regulă, aceste filme se desfășoară în trecutul istoric, deși în ultimele decenii au început să devină comune filmele epice cu tematică fantastică sau science-fiction. Conflictul central al filmului are de obicei efecte pe termen lung, de multe ori schimbând cursul istoriei. Personajele principale se află de obicei în mijlocul acestui conflict.
Filmul epic este unul dintre cele mai vechi genuri cinematografice, un exemplu timpuriu important fiind filmul lui Giovanni Pastrone, Cabiria din 1914, un film mut de trei ore despre Războaiele Punice.
Genul a atins apogeul la începutul anilor 1960 când Hollywood colabora frecvent cu studiouri de film străine pentru a folosi locații de filmare relativ exotice. Acest apogeu al co-producțiilor se spune ca s-ar fi încheiat cu Cleopatra (1963), The Fall of the Roman Empire (1964) și Doctor Zhivago (1965). Cu toate acestea, filme aparținând acestui gen au continuat să apară, un exemplu notabil fiind Război și pace, care a fost lansat în fosta Uniune Sovietică în 1968, regizat de Sergei Bondarchuk și despre care se spune ca ar fi cel mai scump film făcut vreodată.
Filmele epice sunt produse în continuare, deși astăzi sunt de regulă folosite efecte de calculator în locul unei distribuții de câteva mii de persoane. Din anii 1950, filmele epice au fost filmate cu un aspect ratio lat pentru a conferi o experiență cinematografică panoramică.

## Subgenuri

### Filme epice istorice
Acțiunea filmelor epice istorice se desfășoară în trecutul istoric și se axează pe personaje care schimbă cursul istoriei. Acțiunea unui număr de filme epice istorice, în special cele făcute în anii 1950 și 1960, se desfășoară în perioada antichității, în special în Grecia, Roma și Egiptul Antic. Filmele epice istorice sunt de regulă mai grandioase decât alte genuri epice, folosind platouri elaborate și mii de figuranți. Exemple notabile de filme epice istorice sunt Lawrence al Arabiei, Land of the Pharaohs, Titanic, Spartacus, Barry Lyndon, Robin Hood, Ben-Hur, Gladiator, Gandhi, Ivan the Terrible, Gone with the Wind și Mughal-e-Azam.
Braveheart (1995), inspirat din viața lui William Wallace, este considerat filmul care a readus la viață genul de film epic istoric în anii 1990.

### Filme epice religioase
Filmele grandioase care au în rolul principal pe Iisus sau alte personaje religioase au fost numite filme epice religioase sau biblice. Acest gen a fost popular în anii 1950 și a fost adesea asociat cu bugete imense și actori celebri ca Charlton Heston, Robert Taylor sau Deborah Kerr. Exemple notabile sunt Quo-Vadis (1951), The Ten Commandments (1956) și Ben-Hur (1959).
Următorul deceniu a adus prima tentativă a unui studio important de a produce un film epic religios în care Iisus era personajul principal. MGM a lansat King of Kings în 1961, inspirat după producția cu același nume a lui Cecil B. DeMille din 1927. Patru ani mai târziu, The Greatest Story Ever Told, regizat de George Stevens, a fost produs cu un cost de 25 de milioane de dolari. Un exemplu recent este filmul din 2004 al lui Mel Gibson, The Passion of the Christ.
În vreme ce termenul "filme epice biblice" este folosit pentru a descrie filme care au la bază povești din religia Iudaico-Creștină, alte filme pot fi bazate pe tradițiile altor religii, cum ar fi The Mahabharata, bazat pe mitologia hindusă, și The Message, bazat pe istoria islamică.

### Filme epice romantice
Filmele epice romantice sunt filme romantice la o scară mare care se desfășoară de obicei în trecutul istoric. Povestea de dragoste în sine este folosită ca un contrapunct la război, conflict sau evenimentele politice din fundal. În aceste filme, povestea de dragoste și relațiile personajului principal sunt în centrul atenției. Arhetipul filmelor epice romantice este Gone With the Wind (1939). Alte exemple sunt Mughal-e-Azam (1960), Cleopatra (1963), Doctor Zhivago (1965), Out of Africa (1985), The English Patient (1996), Titanic (1997), Jodhaa Akbar (2008) și Australia (2008).

### Filme epice de război
Filmele epice de război sunt filme de război la o scară mare. Aceste filme sunt de obicei realizate pentru a reproduce o importantă bătălie. O listă parțială este Cei șapte samurai (1954), Cidul (1961), Ziua cea mai lungă, Lawrence al Arabiei (ambele în 1962), Zulu (1964), Război și pace (1965), Khartoum (1966), Patton (1970), Un pod prea îndepărtat (1977), Lista lui Schindler (1993), Inimă neînfricată (1995), Salvați soldatul Ryan (1998), Patriotul (2000), Inamicul e aproape (2001), Elicopter la pământ! (2001), Am fost cândva soldați... și tineri (2002) și Troia (2004). Dintre filmele epice de război fac parte și filme din genul anti-război cum ar fi Nimic nou pe frontul de vest (1930), Vânătorul de cerbi (1978), Apocalipsul acum (1979), Platoon (1986), Full Metal Jacket (1987), Stalingrad (1993), La hotarul dintre viață și moarte (1998) și Ultimul Samurai (2003).

### Filme epice de crimă
Filmele epice de crimă sunt neobișnuite în comparație cu alte subgenuri epice; filmele epice de crimă tind să se axeze pe viața persoanelor din cadrul crimei organizate, de multe ori la scară dramatică. Stilul de viață criminal și cum acest stil îi afectează pe ceilalți este prezentat sub toate aspectele ca ideea principală a poveștii. Arhetipul filmelor epice de crimă este The Godfather (1972). Alte exemple sunt: The Godfather: Part II (1974), Scarface (1983), Once Upon a Time in America (1984), The Untouchables (1989), Good Fellas (1990), The Godfather: Part III (1990), Casino (1995), Heat (1995), L.A. Confidential (1997), City of God (2002), The Departed (2006) și American Gangster (2008).

### Filme epice science-fiction și fantastice
Deși nu prea au fost reprezentate în "epoca de aur" a filmelor epice din anii 1960, filmele epice science-fiction au ajuns să capteze atenția în 1968 prin filmul lui Stanley Kubrick, 2001: O odisee spațială. Nouă ani mai târziu a debutat seria Războiul stelelor a lui George Lucas, ridicând filmul epic science-fiction/fantastic la un nivel comercial fără precedent. Începând cu 2009, filmul Avatar al lui James Cameron a arătat din nou puterea filmului epic science-fiction, având încasări de peste 700 de milioane de dolari în Statele Unite și peste 2,7 miliarde la nivel mondial, ceea ce îl face filmul cu cele mai bune încasări din istorie, fără să fie luată în calcul inflația. În vremurile recente, multe filme epice fantastice au fost produse cu succes variat, inclusiv celebra și aclamata trilogie Stăpânul inelelor a lui Peter Jackson, bazate pe romanele cu același nume ale lui J. R. R. Tolkien, seria Harry Potter după romanele lui J. K. Rowling și Cronicile din Narnia după romanele lui C. S. Lewis. Mai recent, filmul lui Christopher Nolan, Inception a apărut cu receptări critice extrem de pozitive și a fost unul dintre cele mai mari succese comerciale din 2010. Alte exemple de filme epice science-fiction sunt: Planeta maimuțelor (1968), Solaris (1969), Close Encounters of the Third Kind (1977), seria de filme Star Trek (1979 - 2009), Alien (1979), Blade Runner (1982), Terminatorul (1984), Back to the Future (1985), Aliens (1986), Terminatorul 2: Ziua Judecății (1992), The Matrix (1999) Terminator 3: Rise of the Machines (2003) și Războiul Lumilor (2005).

### Filme epice de animație
Câteva filme de animație care pot fi considerate epice sunt o multitudine de filme Disney, inclusiv Hercules (1997), Tarzan (1999), Alladin (1992), cel mai faimos fiind The Lion King (1994). Filmul lui Don Bluth The Secret of NIMH este un alt exemplu. Filmul lui Richard Williams, The Thief and the Cobbler (1993-1995), deși neterminat, trebuia să fie considerat film epic. Filmul anime din 1995 al lui Hayao Miyazaki, Princess Monoke, este un film fantastic istoric care are o durată de peste 134 de minute, fiind pe locul doi în topul celor mai lungi filme animate din istorie, după Final Yamato (care nu este listat ca film epic), care are o durată de peste 165 de minute.

## Receptarea publică

### Încasări
Popularitatea filmelor epice este acreditată abilității lor de a fi pe placul unei audiențe largi. Multe din filmele cu cele mai bune încasări din istorie au fost epice. Filmul Titanic din 1997 este considerat ca fiind filmul care a readus la viață genul epic, având încasări de peste 600 de milioane de dolari în Statele Unite și peste 1,8 miliarde de dolari la nivel mondial, fiind pe locul doi în topul filmelor cu cele mai bune încasări din istorie, după filmul din 2009, Avatar, care a avut încasări de 2,7 miliarde de dolari la nivel mondial. Dacă inflația este luată în calcul, atunci filmul epic Gone With the Wind este filmul cu cele mai bune încasări din istorie în Statele Unite. Dacă inflatia este luată în calcul, Gone With the Wind a avut încasări echivalate la 1,6 miliarde de dolari numai în Statele Unite. Dacă inflația prețului biletelor este luată în calcul, filmul epic science-fiction/fantastic Star Wars ocupă locul doi, cu 1,4 miliarde de dolari la nivel mondial.

### Premii Oscar
Până acum, cele mai multe premii Oscar câștigate de un film este 11. Trei filme au reușit această performanță: Ben-Hur, Titanic și Lord of the Rings: Return of the King, toate trei fiind considerate filme epice.